# Mezozoik
Era mezozoiczna, mezozoik – era, która rozpoczęła się od wielkiego wymierania pod koniec permu, a skończyła zagładą wielkich gadów, pod koniec kredy (patrz tabelka), znanego jako wymieranie kredowe. Era mezozoiczna trwała o jedną trzecią krócej niż paleozoiczna, bo tylko 186 milionów lat. Dzieli się ją na trzy okresy: trias, jurę i kredę.

## Najważniejsze wydarzenia
| Era      | Okres (mln lat temu) | Geologia | Biologia |
| -------- | -------------------- | --- | --- |
| Mezozoik | kreda (145,0-66,0)   | Pierwsze ruchy orogenezy alpejskiej. Otworzyły się oceany: Atlantycki, Indyjski, Spokojny; Dekan odrywa się od Afryki, pod koniec: wymarcie wielkich gadów. | Kulminacja ery dinozaurów, gadów latających i morskich oraz amonitów; rozwój ssaków i ptaków; koniec: wielkie wymieranie. |
| Mezozoik | jura (201,3-145,0)   | Całkowity rozpad Gondwany i Laurazji | Dominacja gadów i owadów na lądach; praptak Archaeopteryx; bogactwo miłorzębów                                            |
| Mezozoik | trias (251,9-201,3)  | Koniec orogenezy hercyńskiej, początek rozpadu Pangei. | Szczyt rozwoju roślin iglastych; początek ekspansji gadów naczelnych, pierwsze ssaki.                                     |

## Geologia
W mezozoiku nastąpił rozpad superkontynentu Pangei, obejmującego wszystkie obszary lądowe Ziemi. Zgodnie z teorią tektoniki płyt, ruchy płyt tektonicznych rozdzieliły powstałą w permie Pangeę na istniejące obecnie kontynenty.
Na pograniczu triasu i jury rozpoczęło się formowanie Atlantyku i Oceanu Indyjskiego. Powstały także najstarsze zachowane do dziś fragmenty skorupy oceanicznej Pacyfiku (starsze dno, zaliczane do oceanu Panthalassa, zostało zsubdukowane do czasów współczesnych). Najstarszym z nich jest południowo-zachodni fragment dna Oceanu Spokojnego, na wschód od archipelagu Wysp Sundajskich. Na miejscu Atlantyku najpierw powstaje wąski basen oceaniczny typu Morza Czerwonego, oddzielający Amerykę od Europy i Afryki. Na miejscu obecnego Oceanu Indyjskiego początkowo nastąpiło odsunięcie Madagaskaru od Afryki, później nastąpiło pęknięcie na wschód od Madagaskaru i rozejście się Afryki, Azji, Australii i Antarktydy – powstanie Oceanu Indyjskiego. Starszy Ocean Tetydy, z którego do dziś zachowały się liczne osady morskie i ofiolity ulega zamknięciu na skutek subdukcji dna, na jego miejscu powstanie olbrzymi system górski: łańcuch alpejsko-himalajski. W triasie i jurze dochodzi do pierwszych, na razie słabych ruchów orogenezy alpejskiej. W kredzie nasila się aktywność tektoniczna – dochodzi do wypiętrzenia Tatr. W Sudetach i na Opolszczyźnie w płytkich morzach, rozdzielonych wyspą osadziły się grube seria piaszczyste i margliste.

## Flora
Trias jest okresem panowania roślin nagonasiennych iglastych. Rośliny kwiatowe (początkowo tylko magnoliowate) pojawiły się pod koniec ery mezozoicznej.

## Fauna
Mezozoik to era dominacji dinozaurów; już w triasie pojawiły się pierwsze prymitywne ssaki. Cała era charakteryzowała się wzrostem różnorodności gatunkowej gadów lądowych i morskich, której szczyt obserwujemy w jurze i kredzie. Poza znanymi już z wcześniejszego okresu gadami morskimi i lądowymi pojawiły się aktywnie latające gady, a także pierwsze prymitywne ptaki. Ewolucja bezkręgowców jest powolna, poza głowonogami (amonity i belemnity), które w związku z tym służą jako znakomite, pierwszorzędne skamieniałości przewodnie. Podobnie jak u schyłku paleozoiku, również i pod koniec mezozoiku dochodzi do masowego wymierania roślin i zwierząt. Jego przyczynami najprawdopodobniej są: upadek planetoidy w regionie półwyspu Jukatan, który tworzy krater Chicxulub oraz wulkanizm w Indiach, który stworzył trapy Dekanu. Wymieranie kredowe spowodowało zagładę dinozaurów (poza ptakami), pterozaurów i gadów morskich; wymarły także amonity, belemnity i liczne otwornice.

## Mezozoik w Polsce
Na obszarze Polski w dolomitach triasowych występują bogate złoża rud cynku i ołowiu, złoża wapieni i margli, wysady solne, a w skałach jurajskich – niewielkie ilości rud żelaza. W morzu kredowym osadziły się piaskowce tworzące obecnie Góry Stołowe oraz margle pokrywające znaczne obszary Opolszczyzny – tzw. kreda opolska.
Kredowe nasilenie aktywności tektonicznej spowodowało znaczne wypiętrzenie Tatr. Śladem geologicznych przeobrażeń w Polsce są surowce skalne: wapienie, margle, kreda i dolomity wydobywane w okolicach Opola, na Wyżynie Lubelskiej i w rejonie świętokrzyskim, a także skały fliszowe Karpat.